# ادی رمتتس
ادی رمتتس (به لاتین: Addi Remets) در اتیوپی است که در استان تیگرای واقع شده‌است.

## خصوصیات
ادی رمتتس ۵٬۲۰۳ نفر جمعیت دارد و ۱٬۸۷۰ متر بالاتر از سطح دریا واقع شده‌است.